# Louis Cambier
Louis Nestor Albert Cambier (Bergen, 26 januari 1831 - Thuin, 8 december 1894) was een Belgisch volksvertegenwoordiger en notaris.

## Levensloop
Cambier was een zoon van de arts Louis Cambier en van Marie-Rose Hot. Hij was getrouwd met Laure Pierard.
Cambier promoveerde tot doctor in de rechten en tot kandidaat notaris aan de ULB (1854 en 1856).
Hij werd notaris in Thuin van 1865 tot aan zijn dood. Hij was in dezelfde periode plaatsvervangend vrederechter voor het kanton Thuin. In Thuin werd hij verkozen tot gemeenteraadslid (1878) en werd hij schepen (1879-1894).
In 1892 werd hij verkozen tot liberaal volksvertegenwoordiger voor het arrondissement, een mandaat dat eindigde bij zijn dood.
Cambier was lid van een vrijmetselaarsloge. 